# Tossal dels Tres Senyors
El Tossal dels Tres Senyors és un cim de 1.362,8 metres d'altitud del terme municipal d'Abella de la Conca, a la comarca del Pallars Jussà, en territori del poble de Bóixols.
Es troba a l'extrem oriental del terme, a prop del límit amb el terme de Coll de Nargó, de l'Alt Urgell. Queda a prop i a llevant de Cal Valldoriola i al nord-est de Ca l'Astor.

## Etimologia
El nom d'aquest indret és romànic i de caràcter descriptiu: es tracta del tossal que termenejava amb tres senyors feudals, possiblement el baró d'Abella, el senyor de Montanissell i el de Peramola.